# NGC 4310
NGC 4310 (NGC 4338) je lećasta galaktika u zviježđu Djevici. Naknadno je utvrđeno da je NGC 4338 ista galaktika.

## Vanjske poveznice
- (eng.) SEDS: NGC 4310
- (eng.) Revidirani Novi opći katalog
- (eng.) Izvangalaktička baza podataka NASA-e i IPAC-a
- (eng.) Astronomska baza podataka SIMBAD
- (eng.) VizieR